# Dragon Ball Super: Broly
Dragon Ball Super: Broly (яп. ドラゴンボール超 ブロリー, Doragon Bōru Sūpā Burorī) — японський анімаційний пригодницький фентезійний фільм про бойові мистецтва 2018 року. Це канонічне переосмислення фільму Dragon Ball Z: Broly - The Legendary Super Saiyan (1993). Це двадцятий анімаційний повнометражний фільм у франшизі «Dragon Ball», перший, що вийшов під брендом Dragon Ball Super, і третій фільм франшизи під особистим наглядом творця серіалу Акіри Торіями. Сюжет фільму розгортається після подій «Саги виживання Всесвіту» і розповідає про Гоку та Веджету, які стикаються з могутнім саяном на ім'я Бролі. Фільм розповідає історію саянів та передісторію цих трьох саянів з різними долями, пов'язаними з бурхливим періодом їхньої раси. Фільм є першою появою переробленої ітерації Бролі в основній часовій лінії Dragon Ball, після появи початкової, неканонічної версії у фільмах «Бролі - Легендарний Супер Саян», «Бролі - Друге пришестя» (1994) та «Біо-Бролі» (1994).
Фільм вийшов у Японії 14 грудня 2018 року компаніями Toei та 20th Century Fox Japan. Він був добре сприйнятий критиками, особливо за його анімацію, бойові сцени та художній стиль, і мав успіх у прокаті, зібравши понад 124 мільйони доларів у всьому світі та ставши найкасовішим фільмом Dragon Ball за всю історію. Він також став найкасовішим аніме-фільмом 2018 року і на той час третім найкасовішим аніме-фільмом у Сполучених Штатах і Канаді та дванадцятим найкасовішим аніме-фільмом усіх часів. Це був останній фільм Dragon Ball, спільно з 20th Century Fox, після придбання 21st Century Fox компанією Disney 20 березня 2019 року.
Продовження під назвою Dragon Ball Super: Super Hero вийшло в червні 2022 року.

## Сюжет
У 732 році, після того, як галактичний воєначальник Король Колд повідомив, що його раса відтепер служитиме його синові Фрізі, Король Веджета знаходить простолюдина на ім'я Бролі в яслах, куди приймають лише еліту. Дізнавшись, що рівень сили Бролі значно перевищує рівень сили його сина, Принца Веджети, який, на його думку, звільнить свій народ і завоює Всесвіт, король Веджета засилає Бролі на далекий планетоїд Вампа, сподіваючись, що немовля помре, перш ніж стане потенційною загрозою для саянів. Батько Бролі, Парагус, намагався врятувати сина, але корабель, який він викрав, був пошкоджений при приземленні на Вампу і не підлягав відновленню. Застрягши на Вампі, він виховує сина, щоб помститися Королю Веджеті.
П'ять років потому саянський воїн низького класу на ім'я Бардок починає турбуватися про причини, з яких Фріза покликав саян на планету Веджета, і розповідає про свої підозри дружині Джин, розуміючи, що Фріза має намір винищити їхню расу через страх перед легендами про Супер Саяна і Супер Саяна Бога. Вони відправляють свого маленького сина Какарота на Землю за деякий час до того, як Фріза розпочинає геноцид раси саянів. Окрім Бролі, Парагуса та Какарота, серед тих, хто вижив, були брат Какарота Радіц, Веджета та його товариш Наппа, а також брат Веджети
У 780 році, через сорок три роки, після Турніру Сили Какарот, тепер уже на ім'я Гоку, тренується з Веджетою на безлюдному острові, а Бульма дізнається від Транкса, що Драконячий Радар і шість з семи магічних драгонболлів, якими вона володіла, були викрадені низькопробними солдатами Сил Фрізи. Бульма залишає Буллу з Бірусом, а Гоку, Веджета і Віс разом з ним вирушають в арктичний регіон, щоб знайти сьомий драгонболл до того, як Фріза зможе його отримати. Тим часом Бролі та Парагуса рятують від Вампи Чілай та Лемо, двоє солдатів низького класу Сил Фрізи, які виконують вербувальну місію. Їх привозять до Фрізи і зараховують до загону, щоб вони перемогли Гоку та Веджету. Чілай викрадає пульт, який Парагус використовує, щоб тримати Бролі в покорі, перш ніж дві групи перетнуться на Землі.
Бролі б'ється з Супер Саяном Веджетою, його зростаюча сила та адаптивні бойові здібності дозволяють йому, здавалося б, перемагати принца саяна в його формі Супер Саяна Бога. Гоку кидає виклик Бролі в його базовій формі, формі Супер Саяна, Супер Саяна Бога та Супер Саяна Блю і отримує перевагу, незважаючи на те, що Бролі стає сильнішим. В той час Парагус побоюється найгіршого, дізнавшись, що втратив пульт, який міг би вивести Бролі зі стану звіра. Однак, згадуючи обставини, які дозволили Гоку вперше набути своєї форми Супер Саяна, Фріза таємно вбиває Парагуса, щоб пробудити приховані сили Супер Саяна у Бролі. Повністю втративши розум, Бролі перемагає Гоку та Веджету в їхніх формах Супер Саянів Блю, а потім атакує Фрізу, в той час як Гоку використовує свою техніку миттєвого переміщення, щоб доставити його та Веджету до Пікколо. Вони продовжують навчати Веджету техніці Танцю злиття, і врешті-решт їм з Гоку вдається сформувати Ґоджету, який з'являється на полі бою, коли Бролі атакує Віса після перемоги над Золотим Фрізою. Годжета домінує в битві, доки розлючений Бролі не переходить у свою форму Супер Саяну повної сили. У відповідь Годжета прийняв форму Супер Саяна Блю, і їхня жорстока сутичка проривається крізь кілька вимірів, перш ніж вони повернуться на Землю.
Годжета перемагає Бролі за допомогою Метеоритного вибуху і ледь не вбиває його камехамехою, але Чілай і Лемо, які подружилися з Бролі, викликають вічного дракона Шенрона за допомогою драгонболлів і використовують своє бажання, щоб безпечно перенести Бролі назад на Вампу. Потім вони тікають, а Годжета захищає їхній корабель від знищення Фрізою, який вирішує пощадити їх, оскільки вони можуть зробити Бролі більш стабільним воїном для його військової сили. Через деякий час після цього Гоку прибуває на Вампу, щоб забезпечити Чілая і Лемо припасами, а також висловити свій намір провести спаринг з Бролі і допомогти навчити його контролювати свою силу. Формально представившись перед від'їздом, Гоку просить Бролі називати його Какаротом

## Виробництво
Виробництвом фільму займається компанія Toei Animation. Спочатку він був оголошений під умовною назвою Dragon Ball Super - The Movie 17 грудня 2017 року під час Jump Festa із загальною темою «Найсильніша раса воїнів у Всесвіті, Саяни». 13 березня 2018 року, за одинадцять днів до виходу в ефір останнього епізоду Dragon Ball Super, було опубліковано постер із повністю новим традиційним дизайном анімації від аніматора Toei Наохіро Шінтані. Тижнем пізніше Toei Animation було оприлюднено перший трейлер фільму, який показує абсолютно новий дизайн персонажів і нового загадкового злодія. Акіра Торіяма написав історію, сценарій і розробив дизайн персонажів.
9 липня 2018 року було оголошено назву фільму — Dragon Ball Super: Broly, показуючи, що невідомим злодієм є головний персонаж Бролі, який вперше з’явився у фільмі 1993 року Dragon Ball Z: Broly – The Legendary Super Saiyan. Торіяма заявив, що персонаж і його історія перероблені, але з урахуванням його класичного образу. Завдяки цьому фільму персонаж став частиною офіційної серії Dragon Ball Super.

## Сприйняття

### Відгуки критиків
На агрегаторі рецензій Rotten Tomatoes рейтинг схвалення фільму становить 83% на основі 58 рецензій із середньою оцінкою 7/10. Критичний консенсус веб-сайту говорить: «Dragon Ball Super: Broly може здатися барвистим хаосом для новачків, але для давніх фанатів вона представляє цю довготривалу франшизу в її насиченому екшеном апогеї». На Metacritic, який призначає нормалізований рейтинг, фільм отримав середню оцінку 59 зі 100 на основі шести критиків, що вказує на «змішані або середні відгуки». Згідно з опитуванням японської аудиторії, проведеним у перший день Pia, він посів перше місце. з рейтингом схвалення аудиторії 92,7%, тоді як американські глядачі дали фільму п’ять із п’яти зірок на PostTrak, включаючи 91% позитивних оцінок і 78% «категорично рекомендую».
Фільм отримав схвалення критиків від перших критичних оглядів Anime News Network, IGN і Comic Book, які хвалили історію, стиль анімації, гумор, а також Бролі за те, що він зробив фільм «змістовним твором про зламану людину, яку переслідує її минуле, сповнене насильства, і яка перетворилася на того, ким їй ніколи не судилося стати». Stuff присудив фільму 5 із 5 зірок, назвавши його «найкращим фільмом Dragon Ball» з єдиним помітним критичним моментом, що «є певні сцени, де він переходить від 2D анімації до 3D ... що може порушити потік всього цього». Оллі Бардер, який писав для Forbes, заявив, що «єдина реальна критика на даний момент полягає в тому, що після цього солідного початку оповіді ми маємо досить великий стрибок у часі до того, де ми знаходимося після Dragon Ball Super. Враховуючи глибину і широту історії між цими моментами, було б непогано мати трохи більше експозиції, щоб допомогти з темпом. Однак, як би там не було, це вже довгий фільм, і ми всі знаємо, що на нас чекає масштабна битва». Аллегра Френк з Polygon дійшла висновку, що у фільмі «надзвичайно точно передає основи Dragon Ball, незалежно від того, звідки ви приїхали», з «ніякими грандіозними заявами у Dragon Ball Super: Broly, де є більше розваг, ніж тривоги».